# Lieserpfad

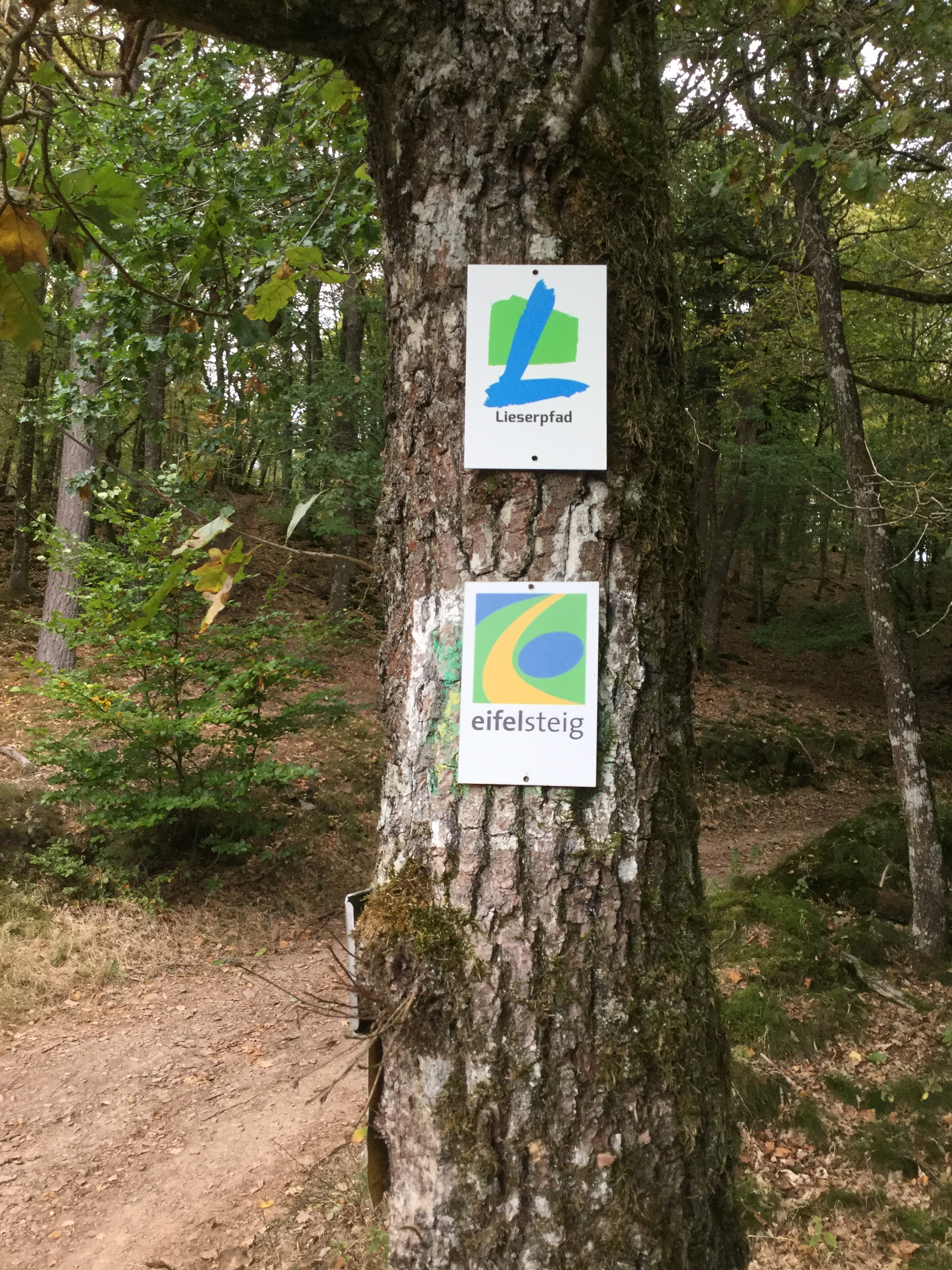
Typische Wandermarkierung

Der Lieserpfad ist ein Wanderweg in der Vulkaneifel und führt über 74 Kilometer in überwiegend südlicher Richtung von Boxberg über Daun, Manderscheid und Wittlich nach dem Ort Lieser an der Mosel. Der Wanderweg verläuft weitgehend parallel zum Fluss Lieser.

## Geschichte

Lieserpfad, Mittelabschnitte

Zunächst bestand der Lieserpfad aus den beiden nun mittleren Abschnitten. Die zusammen 42 Kilometer von Daun nach Manderscheid sowie Manderscheid bis Wittlich wurden als Oberer und Unterer Lieserpfad bezeichnet. Nachfolgend kam die Etappe bis zur Mündung der Lieser und schließlich 2012 der Lieserquellpfad hinzu.
Im Jahr 2015 wurde das Gesamtkonzept überarbeitet, der Lieserpfad erhielt eine einheitliche Ausschilderung und ein neues Logo, ein blaues „L“ auf Grün. Die neu ausgeschilderte Strecke wurde am 14. Mai 2015 eröffnet.

## Streckenverlauf

### Boxberg – Daun
Der Pfad beginnt bei der auf etwa 560 Meter Höhe über NHN liegenden Quelle der Lieser in der Nähe des Dorfes Boxberg und verläuft entlang von Wiesen und durch einige Dörfer und Wälder zum 15 Kilometer entfernten Daun. An der Strecke liegen zwei Sauerbrunnen vulkanischen Ursprungs.

### Daun – Manderscheid
Von Daun führt der 18 Kilometer lange Weg zunächst entlang des Liesertals, durch Eichenhaine, und schließlich über einen Felsenpfad oberhalb des Flusses und der Burgen von Manderscheid.

### Manderscheid – Wittlich
Der mit 23 Kilometern längste und vom Schwierigkeitsgrad her anspruchsvollste Abschnitt führt von Manderscheid über schmale und teilweise felsige Pfade entlang des tief eingeschnittenen Tals nach Wittlich und bietet zahlreiche Aussichtspunkte.

### Wittlich – Lieser
Die letzte Etappe führt von der historischen Innenstadt Wittlichs 18 Kilometer durch Felder, Wälder und Wiesen bis an die Mosel und endet in der Gemeinde Lieser.

## Vielfältige Namen
Der Lieserpfad führt durch touristisch beliebte Bereiche der Eifel, so dass andere Wanderwege den Lieserpfad als Teilroute integriert haben: 
- Der Eifelsteig führt von der Üdersdorfer Mühle bis kurz vor Großlittgen ebenfalls über den Lieserpfad.[6]
- Der Wasserfallweg, auch „Hauptwanderweg 3“ des Eifelvereins genannt (Länge 134 Kilometer), beginnt in Bad Münstereifel, trifft zwischen Rengen und Daun auf den ersten Abschnitt des Liederpfades, und hat nachfolgend den gleichen Verlauf bis zum gemeinsamen Ziel, dem Dorf Lieser an der Mosel.[7]
- Der Vulkanweg von Andernach nach Gerolstein, als „Hauptwanderweg 13“ vom Eifelverein geführt (Länge 163 Kilometer), verläuft zwischen Daun und Üdersdorf ein kurzes Stück zusammen mit dem Lieserpfad, und kreuzt ihn in Manderscheid nochmals.[8]

## Marketing
Die Weiterentwicklung des Pfades zum Premiumwanderweg ist das Ziel der Tourist-Informationen Kelberg, Daun, Wittlich und Bernkastel-Kues, die in Zusammenarbeit mit den anliegenden Gemeinden, sowie dem Eifelverein und dem Natur- und Geopark Vulkaneifel die Neugestaltung entworfen haben. Werbewirksam wird das überschwängliche Lob von Manuel Andrack in seinem Buch „Du musst wandern“ genutzt: „Der Lieserpfad ist der schönste Wanderweg der Eifel. Die Eifel ist das schönste Mittelgebirge Deutschlands. Deutschland ist das beste Wanderland der Welt. Also ist der Lieserpfad der schönste Wanderweg der Welt.“

## Auszeichnungen
- Platz 2 in der Kategorie „Routen (Weitwanderweg)“ bei der Publikumswahl 2018 des Wandermagazins „Deutschlands schönste Wanderwege“[10]

## Bildergalerie

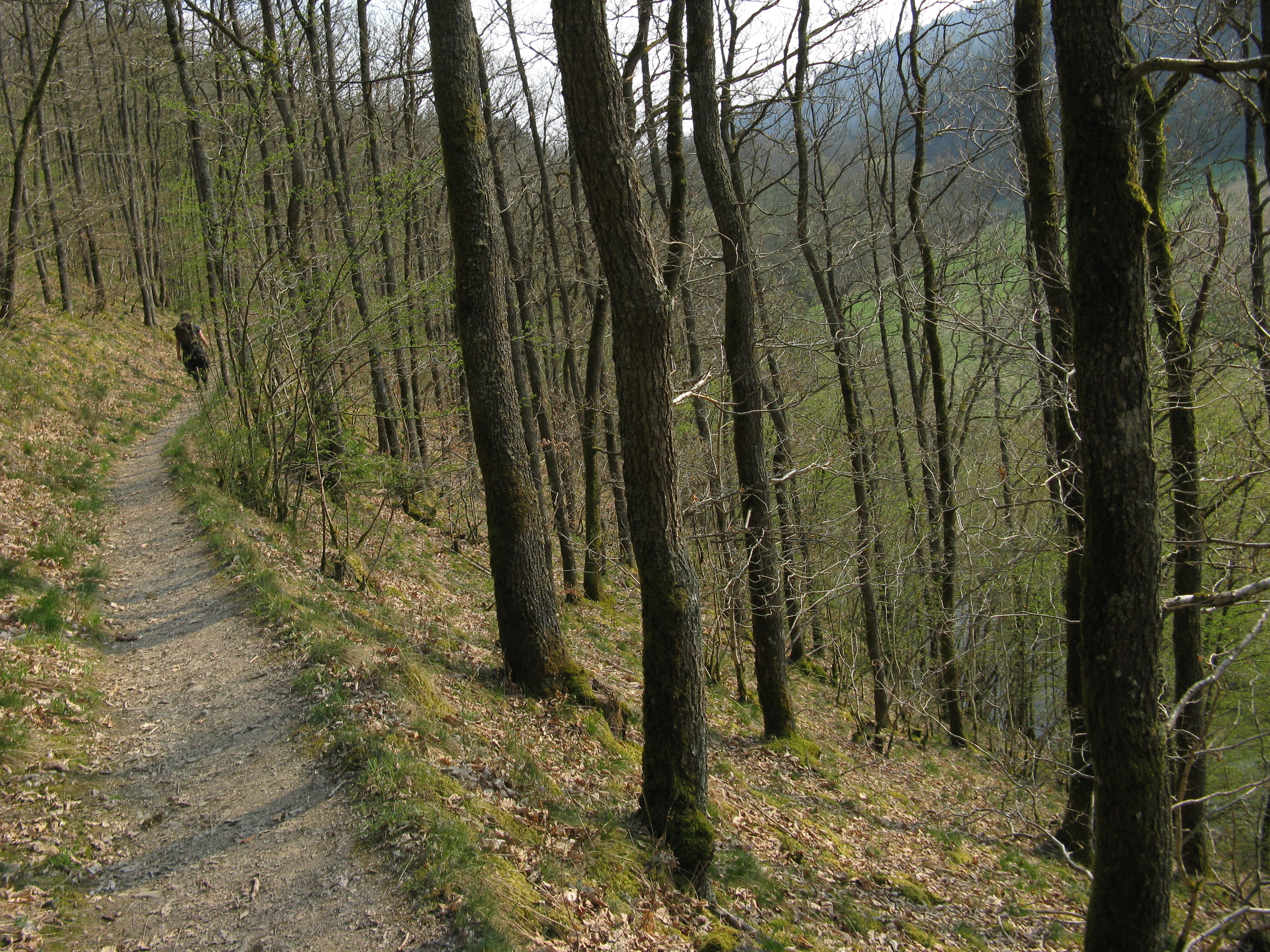
Oberer Lieserpfad
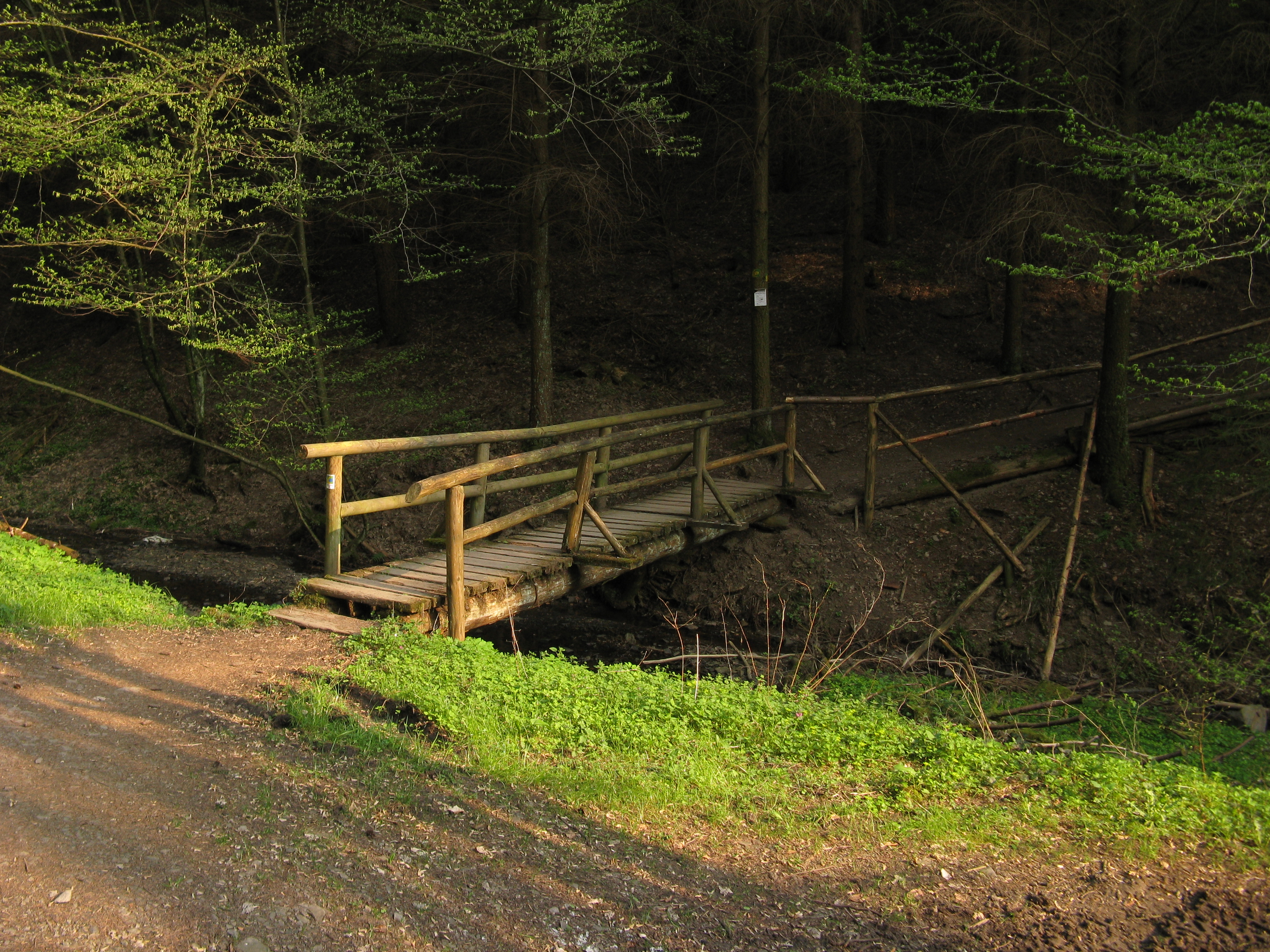
Oberer Lieserpfad
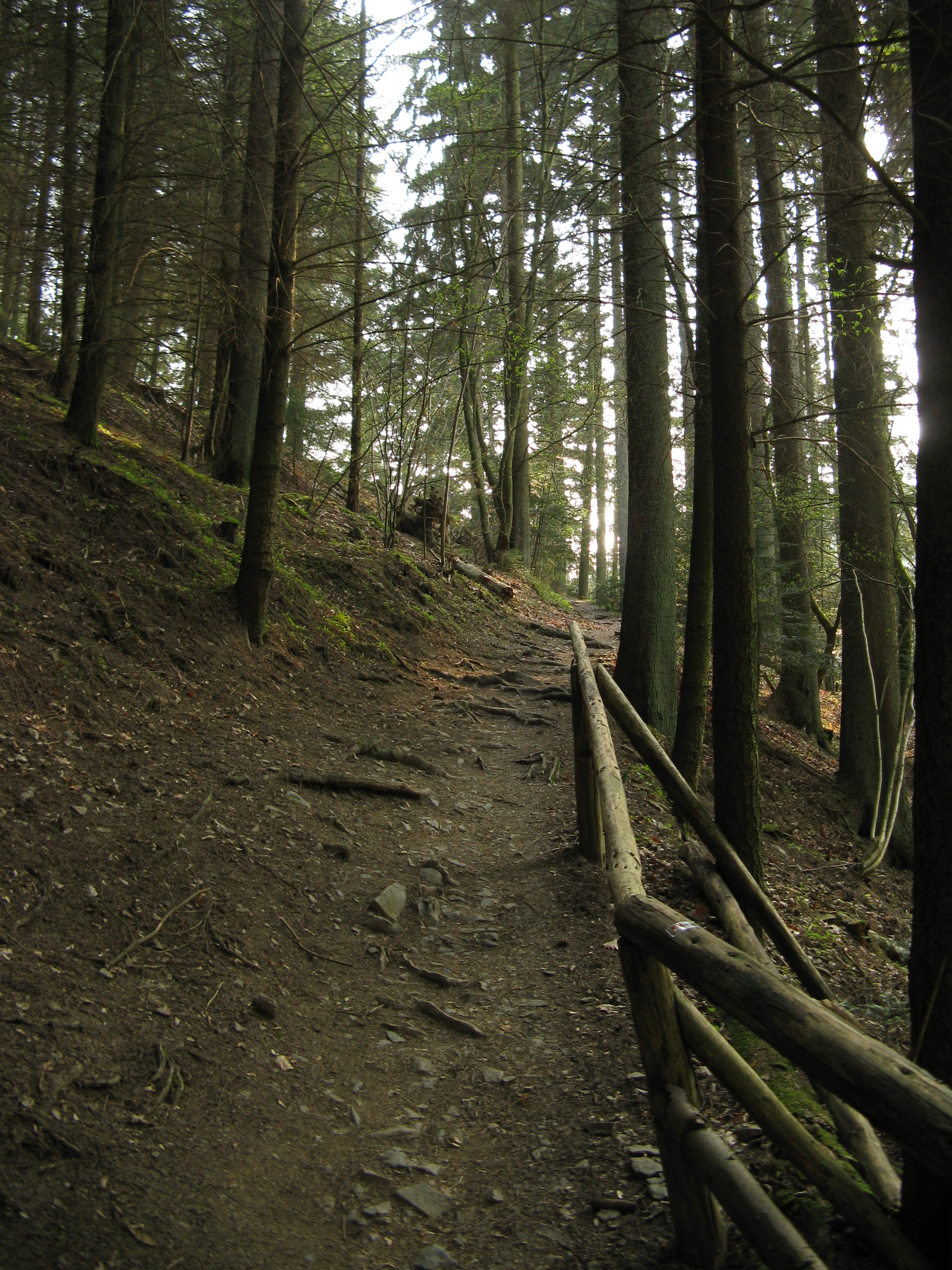
Oberer Lieserpfad
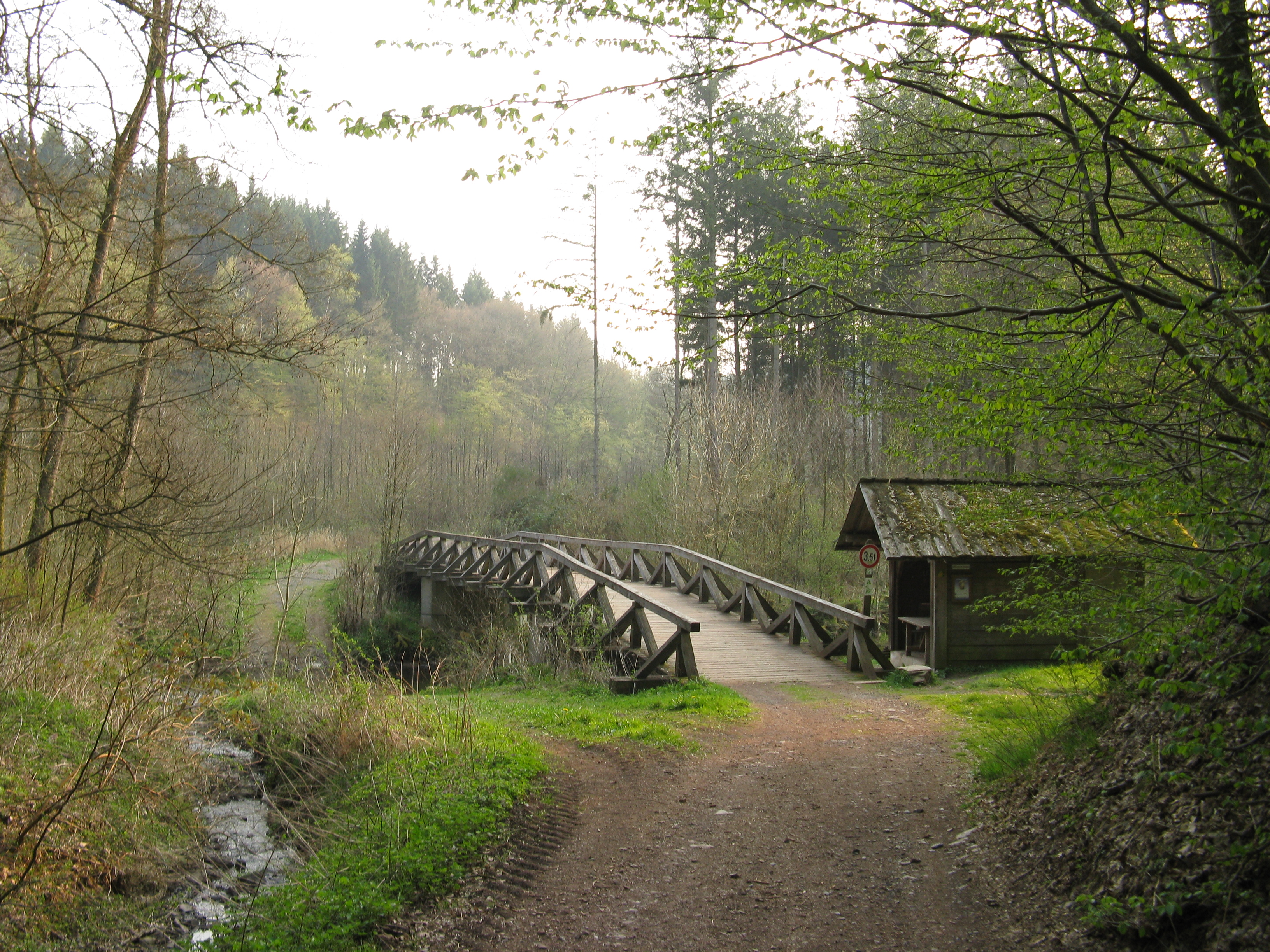
Oberer Lieserpfad
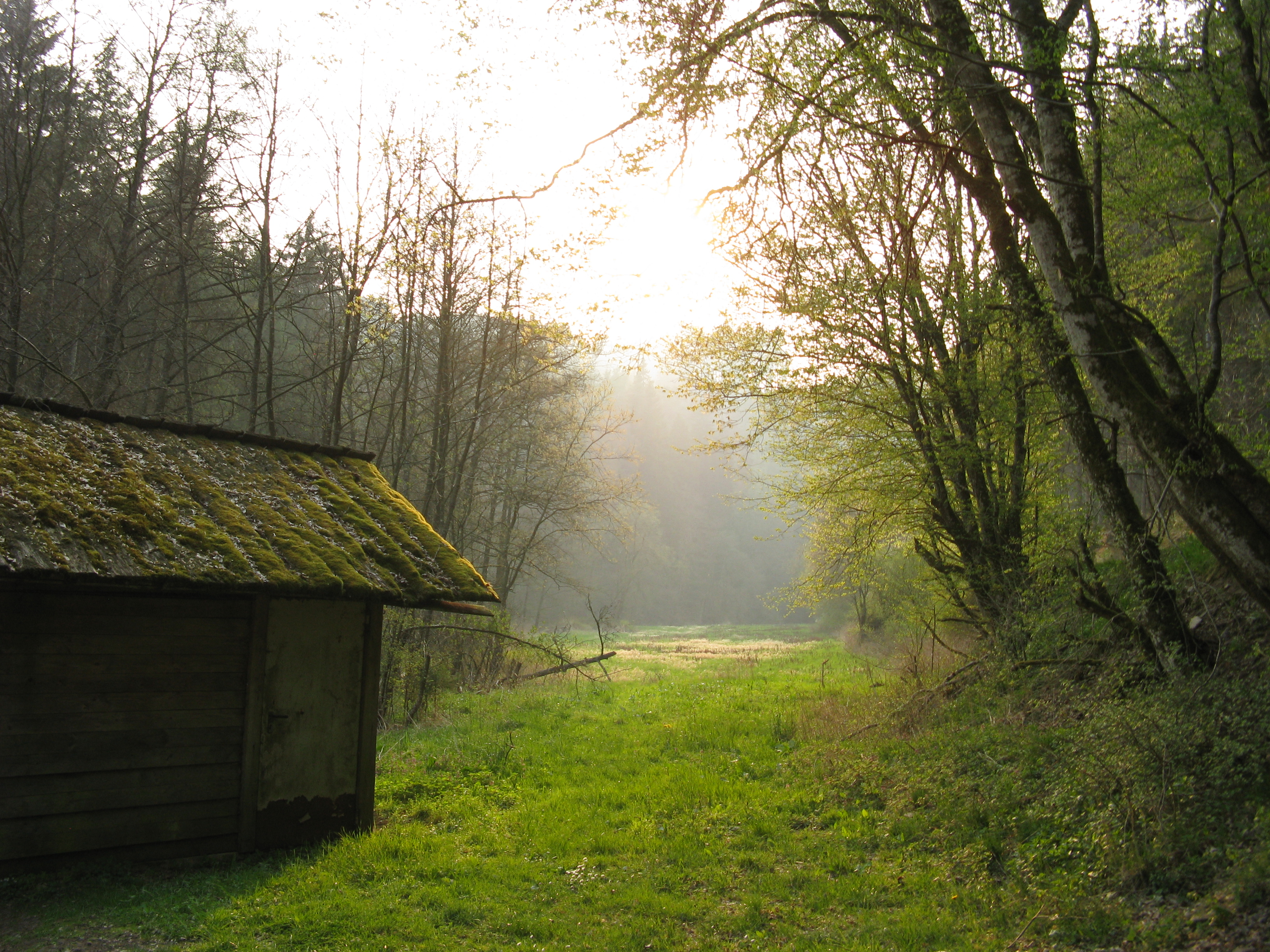
Oberer Lieserpfad
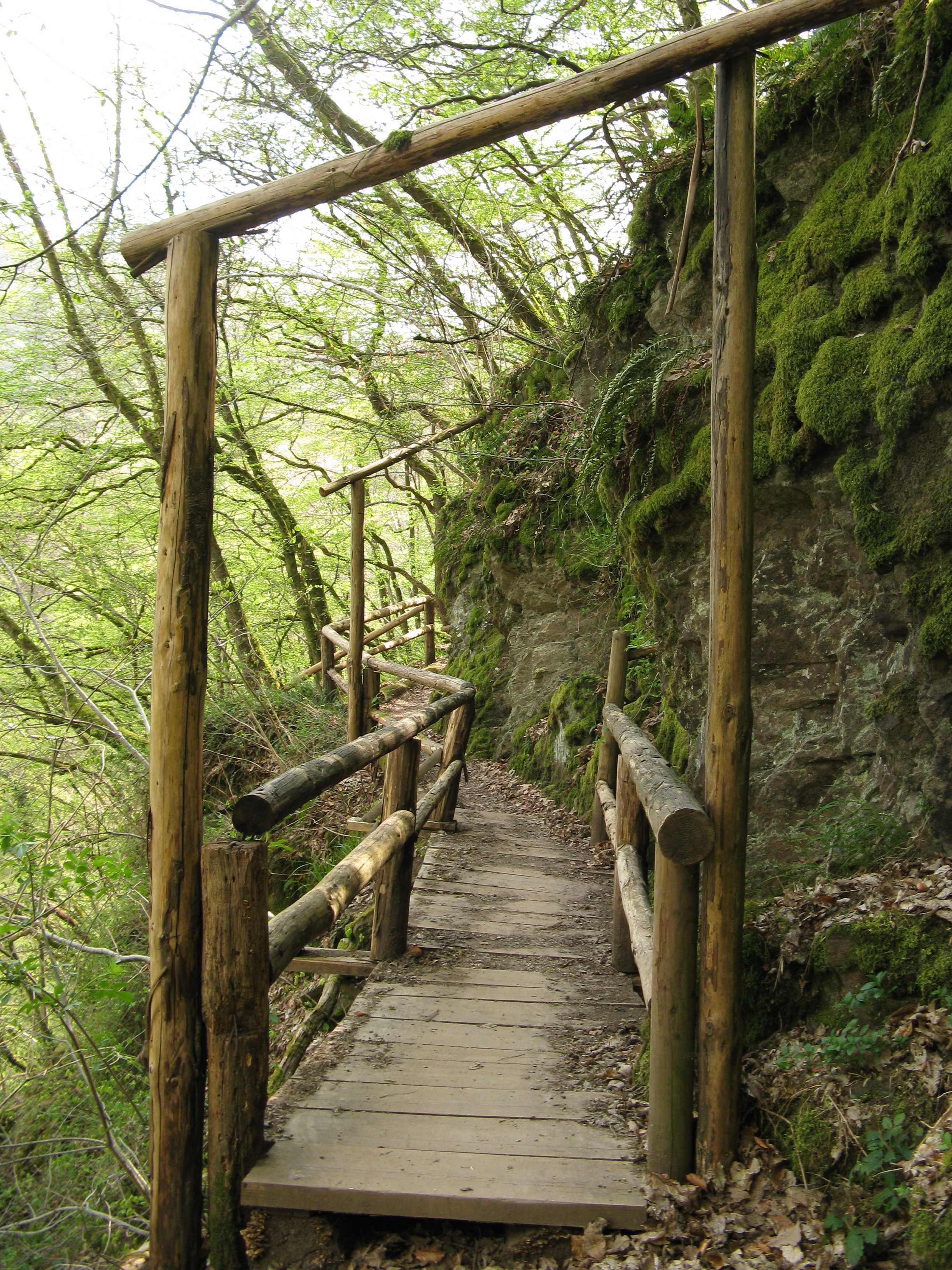
Unterer Lieserpfad
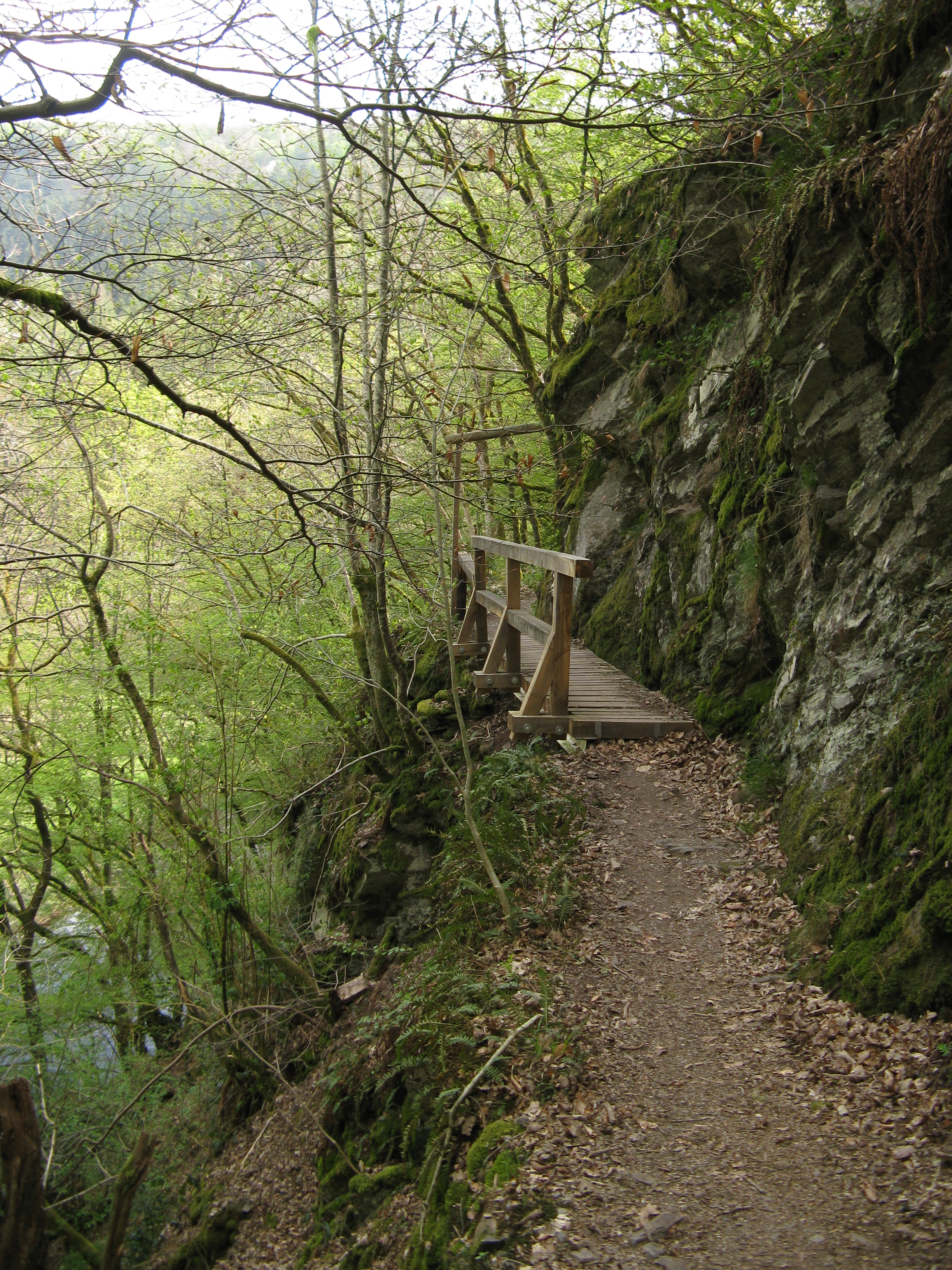
Unterer Lieserpfad
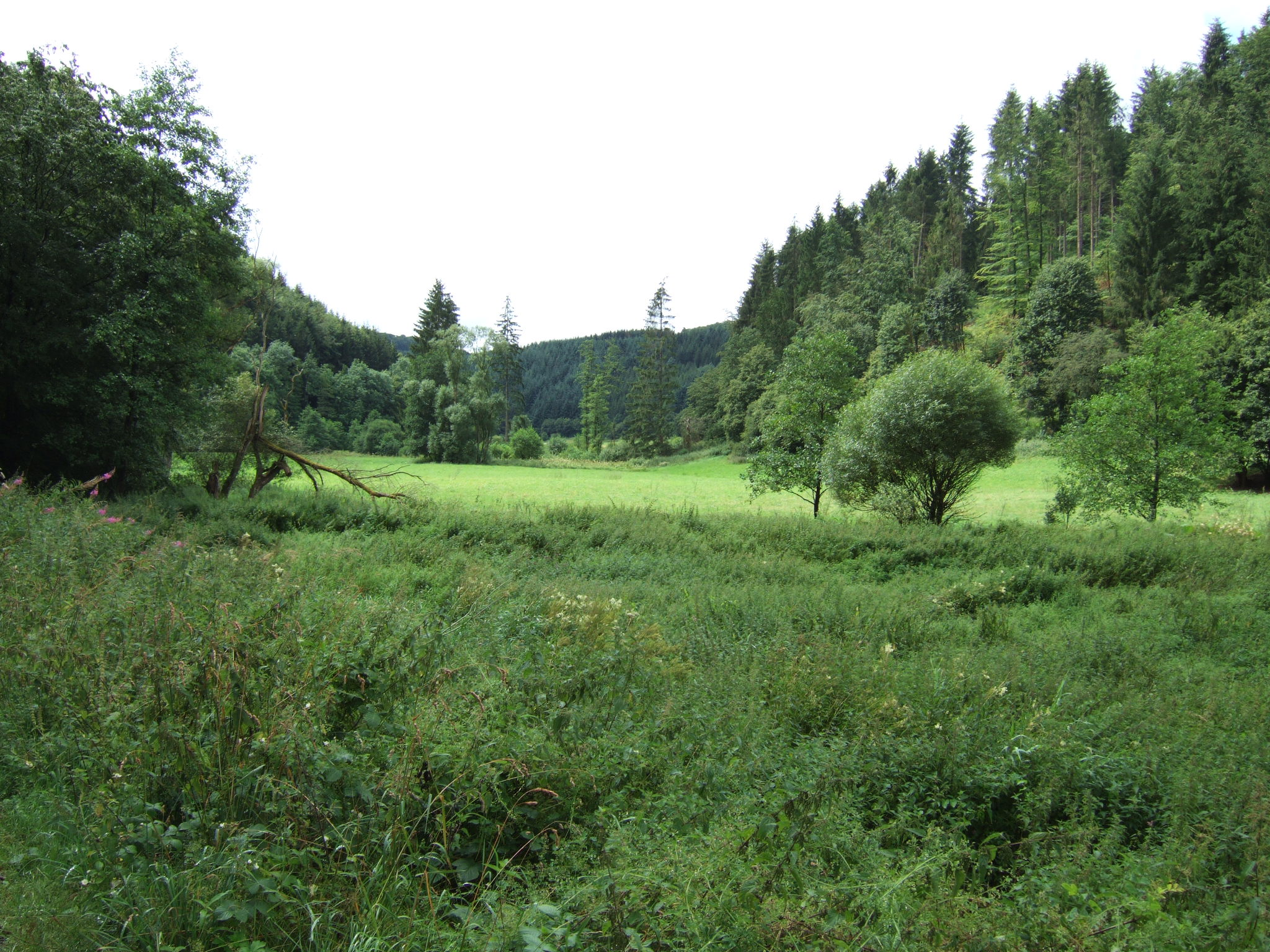
Waldlichtung am Lieserpfad
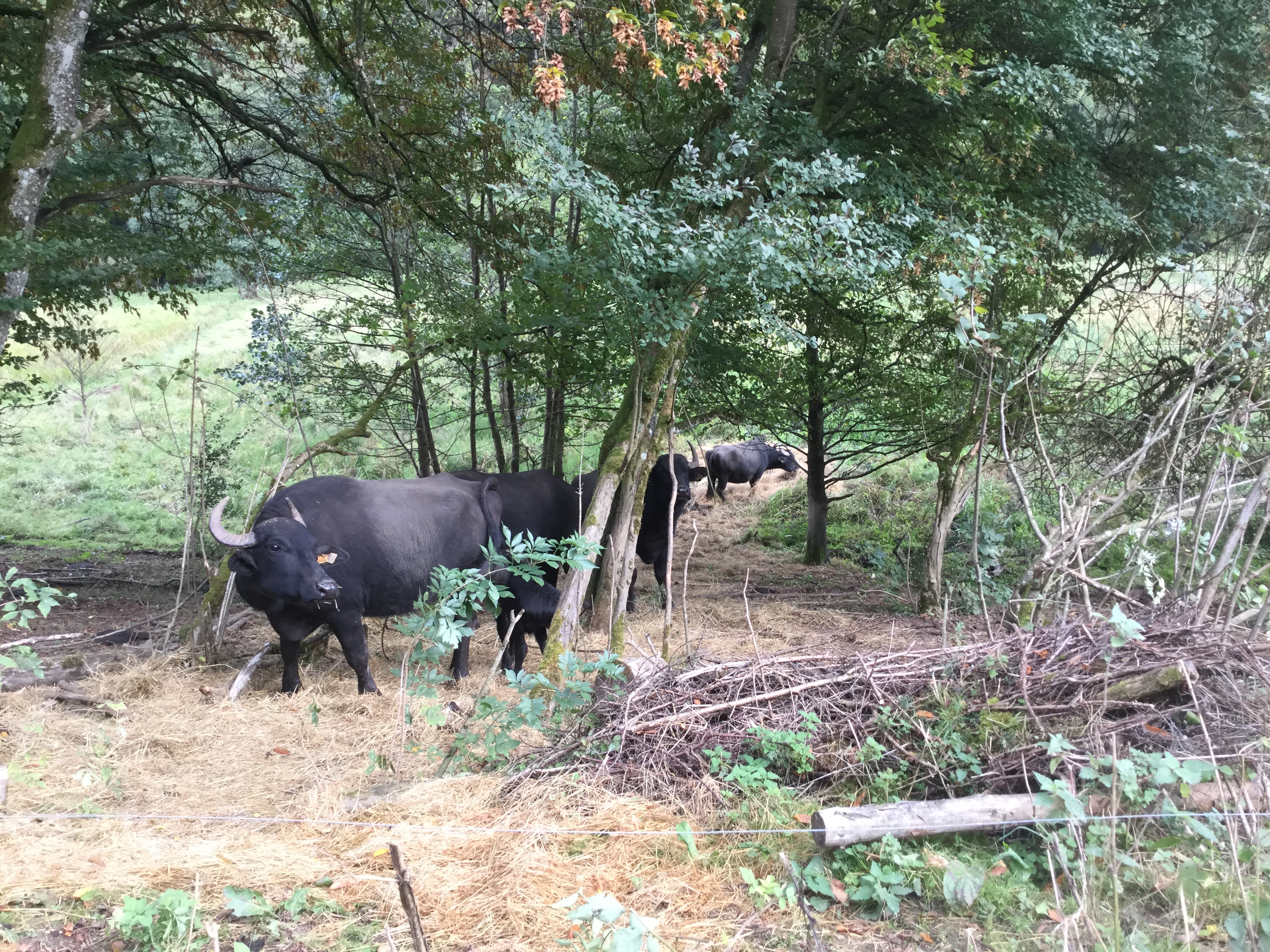
Wasserbüffel